# Lomaptera xanthopyga
Lomaptera xanthopyga är en skalbaggsart som beskrevs av Raffaello Gestro 1874. Lomaptera xanthopyga ingår i släktet Lomaptera och familjen Cetoniidae. Inga underarter finns listade i Catalogue of Life.